# Хачин
Ха́чин (устар. Хочин) — самый большой остров на озере Селигер в Тверской области.

## География
Площадь более 30 км². С севера на юг его протяжённость около 9 км. С запада на восток 6 км.
На острове обитают медведи, лоси, кабаны, барсуки, лисицы, еноты, зайцы, выхухоль, бобры. Из водоплавающих птиц следует отметить выпь, довольно редкую птицу, облюбовавшую себе для гнездовий берега острова.
На острове расположены деревни Волоховщина, Сальниковщина, Ласкоревщина и Хретень. Остров административно входит в состав Осташковского района.
Также на острове расположены два пансионата:
- МТИЛП — летний пансионат Московского института лёгкой промышленности (ныне Российский государственный университет имени А. Н. Косыгина (Технологии. Дизайн. Искусство)).
- «Вагонники» — летний пансионат Октябрьской железной дороги.

Остров разделён на две части искусственной протокой — Копанкой, которую выкопали монахи для сокращения водного пути и для безопасного плавания между Николо-Рожком и Ниловой пустынью.

### Внутренние озёра

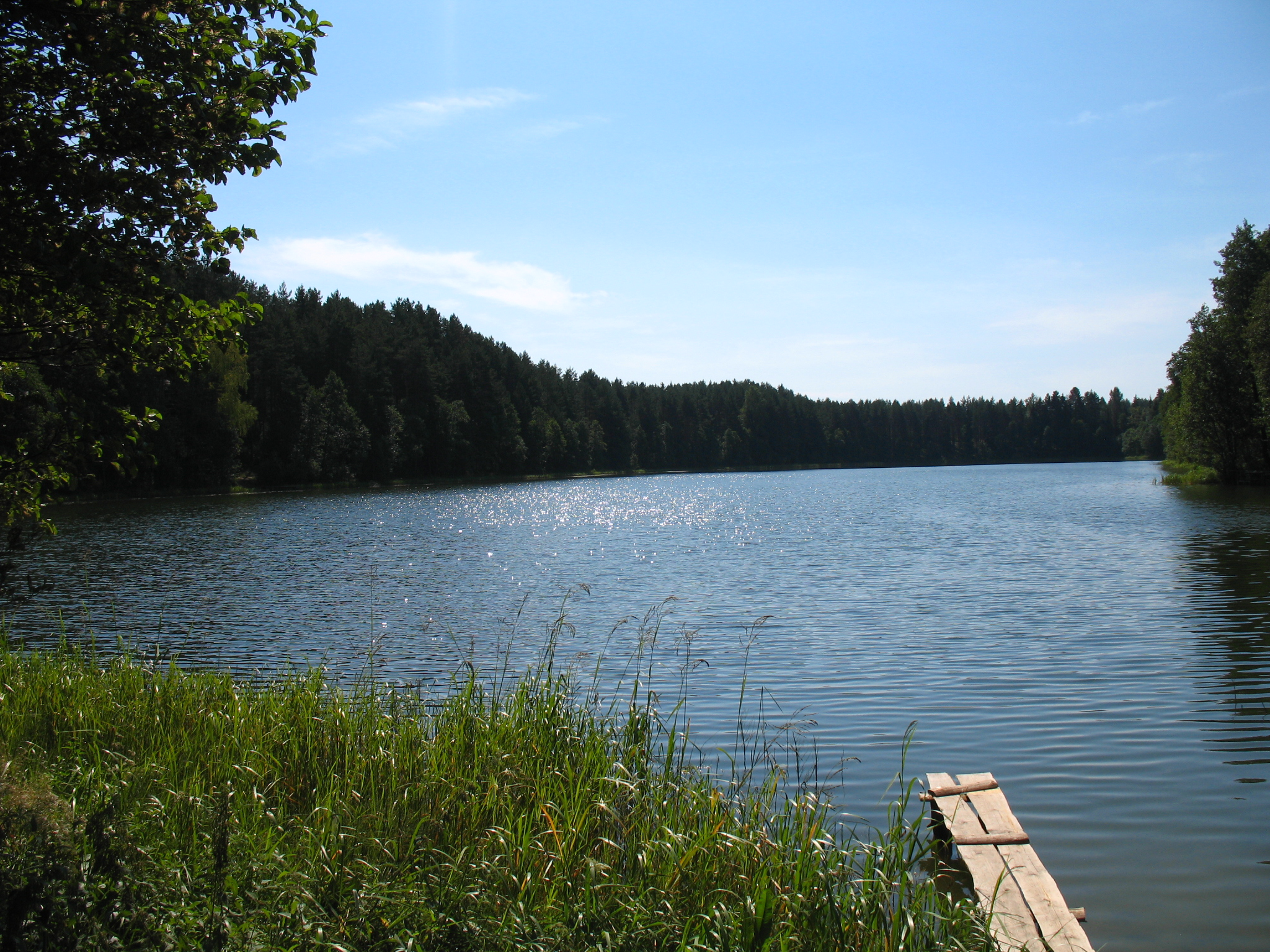
Озеро Щучье на Хачине

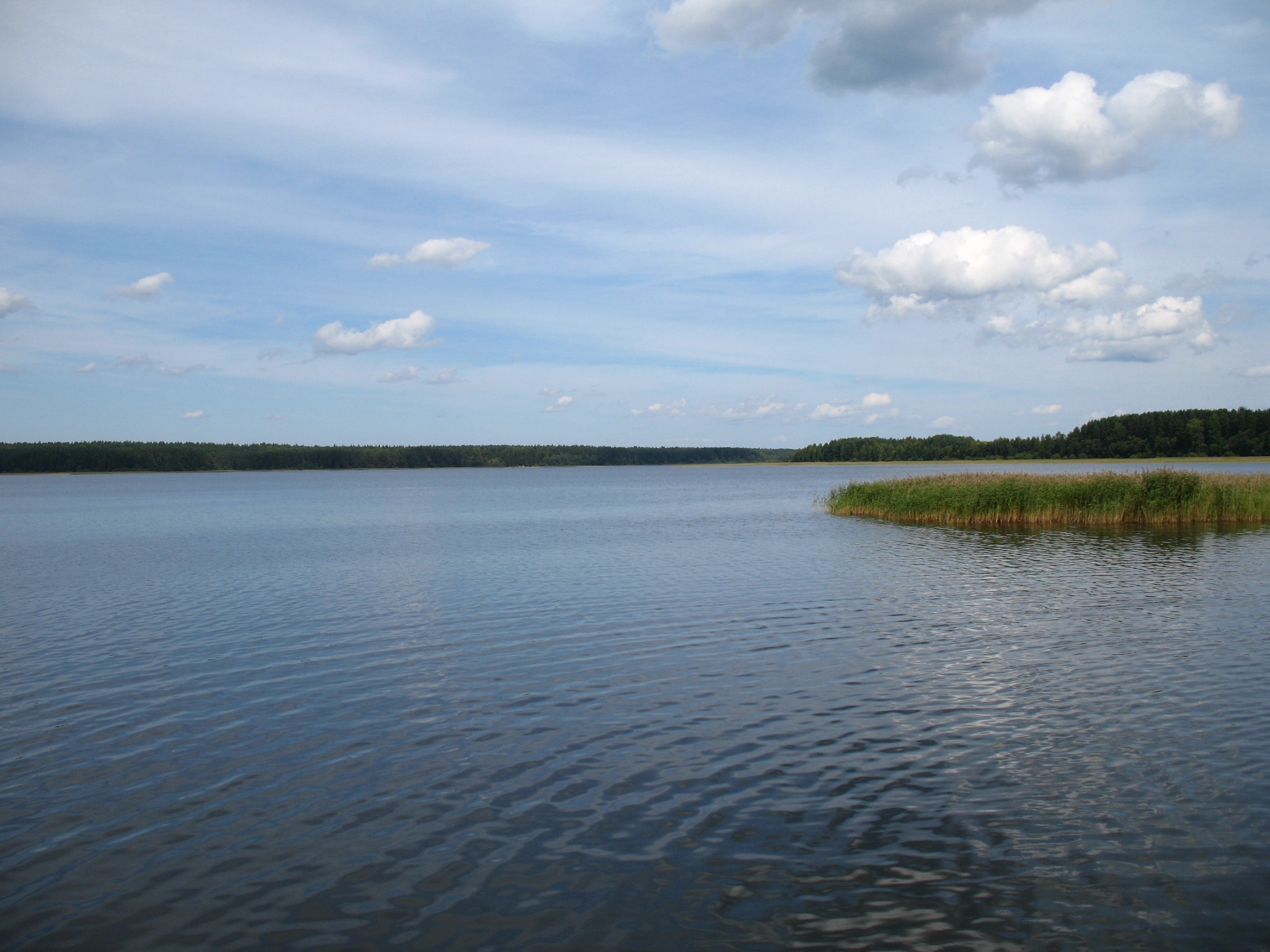
Вид на Селигер с острова Хачин

На острове имеется тринадцать озёр, причём большая часть из них расположена «цепочкой» с севера на юг.
- Озеро Каресово.

Площадь — около 2,5 га. Сток в озеро Селигер. На берегах озера живут бобры.
- Озеро Белое-северное

Площадь — около 15 га. Сток в озеро Селигер. В озере водятся щука, окунь, плотва, есть также налим и угорь.
- Озеро Чёрное

Площадь — около 1 га. Сток в озеро Белое. В озере водятся: щука и характерного тёмного цвета для этого озера — плотва.
- Озеро Остреченье

Площадь — около 1,5 га. Сток в озеро Плотичье. В озере водятся: щука, окунь, угорь. Имеются поселения бобров.
- Озеро Плотичье

Площадь — около 4,5 га. Сток в озеро Щучье.
- Озеро Щучье

Площадь — около 6 га. В южной части озера из него вытекает в Селигер речка Теменка. В озере водятся: щука, окунь, лещ.
- Озеро Запольское

Площадь — около 4 га. Сток в озеро Селигер.
- Озеро Пустое

Площадь — около 1 га. Озеро стока не имеет.
- Озеро Кобыльское

Площадь — около 2,5 га. Озеро соединяется с Селигером ручьём длиной в несколько десятков метров.
- Озёра Гнильцы малые (площадь около 4 га.) и Гнильцы большие (площадь около 6 га.) с заболоченными берегами.

В озёрах водятся линь.
- Озеро Белое-южное

Площадь — около 35 га, самое большое озеро на острове. Соединено с Селигером глубокой и широкой протокой.